# Monument aux morts de Pierrefort
Le monument aux morts de Pierrefort est un monument aux morts situé en France sur la commune de Pierrefort, en région Auvergne-Rhône-Alpes.

## Historique
Le projet de monument aux morts est voté le 12 octobre 1924 et inauguré solennellement le 2 octobre 1927. Il est implanté sur la place de l'Église, délimité par un muret de ciment ponctué de bornes. Le monument est légèrement en retrait, au bord du parvis, et s’appuie sur une dénivellation masquée par une structure arrière en béton armé imitant la pierre de taille.

## Description
Le monument, sobre et en pierre de taille, se compose d’un corps central flanqué de deux massifs où figurent les dates du conflit et les noms des victimes gravés en rouge. Il est orné de plusieurs œuvres en bronze réalisées par le sculpteur Joseph-Maurice Grandet : une épée guirlandée, une palme de martyr, deux bas-reliefs représentant Marianne et un poilu, ainsi qu’une statue sommitale marquante. Cette dernière figure une paysanne en deuil, agenouillée, incarnant la douleur collective avec une forte expressivité et un réalisme poignant, qui donne toute sa puissance émotionnelle au monument.

## Protection
Le monument aux morts est inscrit au titre des monuments historiques par arrêté du 13 mars 2019.